# Villemoirieu
Villemoirieu é uma comuna francesa na região administrativa de Auvérnia-Ródano-Alpes, no departamento de Isère. Estende-se por uma área de 13,29 km². Em 2010 a comuna tinha 1 906 habitantes (densidade: 143,4 hab./km²).